# Inella numerosa
Inella numerosa is een slakkensoort uit de familie van de Triphoridae. De wetenschappelijke naam van de soort is voor het eerst geldig gepubliceerd in 1898 door Jousseaume.